# Getsu Gen
Gen Getsu (玄 月), de son vrai nom Gen Minehide (玄 峰豪), coréen Hangeul : 현 봉호, romanisation révisée : Hyeon Bong-ho ; né le 10 février 1965 à Ōsaka, est un écrivain japonais d'origine coréenne (zainichi).

## Œuvres et récompenses
Gen remporte un prix littéraire en 1998 pour Ikyō no otoshigo. Il est nommé la même année pour le prix Akutagawa qu'il remporte l'année suivante avec le livre Kage no sumika. En 2003 paraît Oshaberina inu.
Dans son œuvre, Getsu Gen décrit notamment la dureté économique et familiale des quartiers coréens d'Osaka.